# Flaming/The Gnome
Flaming/The Gnome è un singolo del gruppo musicale britannico Pink Floyd, pubblicato il 6 novembre 1967 come unico estratto dal primo album in studio The Piper at the Gates of Dawn

## Descrizione
Venne distribuito esclusivamente per il mercato statunitense e contiene due brani scritti interamente dal chitarrista Syd Barrett. Il lato A presenta una versione di Flaming che differisce da quella contenuta nell'album.

## Tracce
Testi e musiche di Syd Barrett.
Lato A
1. Flaming – 2:44

Lato B
1. The Gnome – 2:11

## Formazione
Gruppo
- Syd Barrett – chitarra, voce
- Roger Waters – basso, voce
- Rick Wright – organo, pianoforte
- Nick Mason – batteria

Produzione
- Norman Smith – produzione
- Peter Bown – ingegneria del suono